# Дурджачай
Дурджачай (азерб. Durcaçay), или Дуруджачай, также известное как Дурджа или Дуруджа — горная река, расположенная в Габалинском районе Азербайджана, правый приток реки Дамир-Апаранчай.
Река длиной около 6 км берёт своё начало с горы Пейгамбарбулак на высоте около 2800 м и, протекая в направлении с севера на юг, впадает в реку Дамир-Апаранчай близ села Кюснет. На реке Дурджачай расположено село Дурджа.
В верхних стоках реки Дурджачай расположен водопад высотой 35 м. Также в долине реки Дурджачай расположен крупный селевой валун объёмом 53 м³.
В долине реки прослеживается нижнебелоканская подсвита Дуруджинского горст-антиклинория, опускающаяся сюда после горы Гирдагджа на западе реки. В этой полосе она выделяется по нижнеааленскому аммониту Leioceras costosum Guensi и многочисленной Posidonia buchi Roem.